# ムバフ・ゴト
ムバフ・ゴト（インドネシア語: Mbah Gotho、1870年12月31日? - 2017年4月30日）は、長寿を主張していたインドネシア・中部ジャワ州在住の男性。本名はソディメジョ（Sodimejo）。生年月日が正しければ2016年8月時点で145歳であり、人類史上最高齢人物であるジャンヌ・カルマンより23歳年上であると主張していた。

## 略歴
1870年12月31日、オランダ領東インドのスラゲン県で生まれたと主張している。しかしインドネシアでは1900年から出生記録を作成したため、1870年12月31日生まれということに確証はない。自身の記憶では、1880年にスラゲンに砂糖工場が建設されたことを覚えているという。インデペンデントの報道では、ムバフ以外にもナイジェリアのジェームズ・オロフィンツィ、エチオピアのドハクァボ・エッバなどのムバフを超える年齢の長寿者もいたという。 
多数のメディアがムバフの生年月日が記されているIDカード(2014年発行)などを含めて、ムバフの主張を取り上げている。自身はこの年齢が認められていると主張していたが、ギネス世界記録などはこの主張を認定したことはない。自身の墓を1992年に作っていたが、それが使用されるのは25年後のことであった。2016年時点では運動能力や視力に問題を抱えており、体調もかなり悪かったという。長寿の秘訣を聞かれると「忍耐」と答えていたという。また、自身の老化を重荷と感じており、早く死にたいと語っていたという。 
2017年4月30日、老衰と心不全により146歳120日で死去。遺体は娘の1人の墓の隣に埋葬された。